# Лукаш Празький
Лукаш Празький (чеськ. Lukáš Pražský; бл. 1460 — 11 грудня 1528) — чеський мислитель, богослов, ідеолог «Громади чеських братів».

## З життєпису
Освіту здобув у Празькому університеті, отримавши ступінь бакалавра вільних мистецтв. У 1480 році вступив в громаду «чеських братів» («Братську Єдноту»), став одним із її надхненників та реорганізаторів. Тогочасна громада у своєму уставі апелювала до принципів раннього християнства, прагнучи досягнути чистоти та євангельських принципів перших років християнства. Лукаш став автором низки трактатів, памфлетів, що зачіпали цю тематику. Він здійснює подорож на схід, щоб познайомитись із побутом тамтешніх християн, які, як тоді вважали багато братчиків, єдині зберегли всю чистоту християнства у його первозданному вигляді.
Головний внесок Лукаша полягав у облаштуванні обрядової та адміністративної сторони діяльності братства. Цього роду діяльність змусила його звернутися до перегляду основних принципів братства, його взаємин як із іншими подібними общинами, так і з населенням Чехії та Моравії. Саме йому належить ідея створення в общині єпископства як вищої адміністративної одиниці, пом'якшення суворих правил общини стосовно майна, приватної власності та світської цивільної влади. Ця поступка була зроблена Лукашем з огляду на загальну тенденцію зростання прихильності до протестантських рухів в Чехії та Польщі з боку вихідців зі шляхетського стану, які, вступаючи в братство, не могли відмовитись від своїх суспільних привілеїв та маєстату. Ця поступка мала своїм наслідком приплив до братства більш чи менш впливового панства та дворянства, що сприяло збереженню та безпеці общини в католицькому середовищі.
Основний твір Лукаша — «Відомості про богослужіння» («Zprávy přі słužbách úřadu kněžského», 1527).